# 老龍頭古墓葬群
老龍頭古墓葬群位於四川省涼山州鹽源縣雙河鄉，文物遺址年代判定為戰國-西漢。2002年12月27日公佈為四川省第六批省級文物保護單位。